# Luna 20
Luna 20 (ryska: Луна-20) var en sovjetisk rymdsond i Lunaprogrammet. Rymdsondens huvuduppgift var att ta ett markprov på månen och återföra det till jorden. Farkosten återförde 55 gram markprov från månen. Sovjetunionens andra markprover från månen.
Rymdsonden sköts upp den 14 februari 1972, med en Proton-K/D raket. Farkosten gick in i omloppsbana runt månen den 18 februari 1972. Farkosten landade på Mare Fecunditatis på månen den 21 februari 1972. Kapsel med markprovet sköt upp mot jorden dagen efter och landade i Kazakstan den 25 februari 1972.

### Fotnoter
1. ↑  ”NASA Space Science Data Coordinated Archive” (på engelska). NASA. https://nssdc.gsfc.nasa.gov/nmc/spacecraft/display.action?id=1972-007A. Läst 25 mars 2020.